# Richard Freudenberg
Richard Nikolaus Freudenberg (Heidelberg, 31 agosto 1998) è un ex cestista tedesco.